# GNOME Dictionary
GNOME Dictionary, chiamato anche gnome-dictionary, è un software libero che permette di leggere le definizioni di parole da diversi dizionari.

## Caratteristiche
GNOME Dictionary è scritto in C da Emanuele Bassi e altri programmatori per il desktop environment GNOME.
gnome-dictionary nasce come client DICT col nome di gdict ad opera di Bradford Hovinen, Spiros Papadimitriou e Mike Hughes ed ha fatto parte del pacchetto GNOME Utils sin dalla versione 1; insieme all'applicazione viene pubblicato anche un'applet per GNOME Panel.
Dalla versione 2.0 di GNOME il programma è stato riscritto da zero da Emanuele Bassi e dalla versione 2.14 di GNOME è diventato parte del desktop environment.
Supporta molteplici sorgenti per i dizionari, permette la stampa della definizione e il suo salvataggio.